# Scopula johnsoni
Scopula johnsoni är en fjärilsart som beskrevs av Fletcher 1958. Scopula johnsoni ingår i släktet Scopula och familjen mätare. Inga underarter finns listade.